# Martin Wallace
Martin Wallace (julio de 1962) es un diseñador de juegos natural de Mánchester (Inglaterra) y residente en Nueva Zelanda.

## Infancia y juventud
Martin Wallace nació y creció en el Reino Unido, residiendo en Mánchester durante la mayor parte de su infancia y juventud. Se inició en los juegos de mesa durante la adolescencia, a través de juegos de SPI y Avalon Hill, y en su época de instituto con Dungeons & Dragons.

## Carrera
Wallace trabajó durante algún tiempo para Games Workshop y comenzó a diseñar juegos profesionalmente a principios de los años 90. Su primer juego publicado fue la autoedición de Lords of Creation.  Llamó la atención de empresas alemanas, que editaron algunos de sus primeros juegos, como Und Tschüss, Volldampf y Tempus. También ha publicado juegos a través de su propia empresa, Warfrog. Entre estos últimos se incluyen títulos como Struggle of Empires, Princes of the Renaissance y Age of Steam. En la actualidad, Wallace se dedica a tiempo completo a su trabajo como creador y editor de juegos.
Wallace es fundador y diseñador de jefe de Treefrog Games (anteriormente Warfrog Games). Wallace es reconocido como diseñador de juegos de estrategia complejos, que describen gran variedad de circunstancias históricas. Ha incidido con frecuencia en dos temas: la construcción y operación de ferrocarriles, y el aumento y caída de las civilizaciones antiguas. Su estilo se reconoce por una mezcla entre la elegancia de los sistemas de juego de estilo europeo y la fuerte relación con el tema, más propia de los juegos de estilo americano. Muchos de sus juegos incluyen sistemas económicos, que incorporan reglas para ingresos, impuestos, y deuda.
El juego más popular de Martin Wallace había sido por mucho tiempo Age of Steam, ganador del International Gamers Award 2003 y uno de los veinte juegos más valorados en la clasificación de BoardGameGeek.
 Sin embargo, hoy en día uno de sus juegos más populares "Brass Birmingham" ha tomado la posición # 1 como mejor juego de mesa en BoardGameGeek.

## Juegos destacados
- Empires of the Ancient World (2000)
- Liberté (2001)
- Volldampf (2001)
- Age of Steam (2002)
- Tyros (2002)
- Princes of the Renaissance (2003)
- Secrets of the Tombs (2003)
- Runebound (2004)
- Struggle of Empires (2004)
- Byzantium (2005)
- Railroad Tycoon (2005)
- Perikles (2006)
- Tempus (2006)
- Brass (2007)[5][6][7]
- After The Flood (2008)
- Steel Driver (2008)
- Tinners' Trail (2008)
- Automobile (2009)
- God's Playground (2009)
- Last Train to Wensleydale (2009)
- Steam: Rails to Riches (2009)
- Waterloo (2009)
- Age of Industry (2010)[8][7][9]
- First Train to Nuremberg (2010)
- Gettysburg (2010)
- London (2010)
- Moongha Invaders (2010)
- Age of Industry #1: Japan and Minnesota (2011)[10][11][12]
- A Few Acres of Snow (2011)
- Discworld: Ankh-Morpork (2011)
- Aeroplanes: Aviation Ascendant (2012)
- Doctor Who: The Card Game (2012)
- Discworld: The Witches (2013)
- A Study in Emerald (2013)
- Mythotopia (2014)
- Onwards to Venus (2014)
- Brass: 2-Player Board (2015)[13]
- Ships (2015)
- Hit Z Road (2016)
- Brass: Birmingham (2018)[14][15][16][17]
- Brass: Lancashire (2018) basado en su original Brass (2007)[18][19][16][20]
- Wildlands (2018)
- Judge Dredd Helter Skelter (2019)
- Milito (2019)
- Nanty Narking (2019)
- Anno 1800 (2020)
- Rocketmen (2021)
- Tinners' Trail (2021), edición nueva y reelaborada
- Bloodstones (2023)